# Гімназія № 5 імені Т. Г. Шевченка (Кременчук)
Кременчуцький ліцей № 5 імені Т. Г. Шевченка — ліцей № 5, розташований у Кременчуці. Спеціалізований ліцей іноземої та української філології, математичних профілів. Сучасна будівля була побудована у 1972 році. Заклад освіти, що забезпечує реалізацію права громадян на здобуття повної загальної середньої освіти 

## Музеї
У ліцеї  з 1985 року функціонує музей бойової слави, який налічує 340 експонатів.
З 2010 року діє етнографічний музей ліцею.

## Директори
- Пономарьова Галина Миколаївна — керувала ліцеєм з жовтня 1967 року і до 1988 року.[2]